# Nižná Olšava
Nižná Olšava (in ungherese Alsóolsva) è un comune della Slovacchia facente parte del distretto di Stropkov, nella regione di Prešov.